# Vsevolod II.
Vsevolod II. Olegovič (cyrilice: Всеволод II Ольгович) (asi 1094 – 1. srpna 1146) byl černigovský kníže (1127–1139) a kyjevský veliký kníže (1139–1146), syn černigovského knížete Olega Svjatoslaviče.

## Manželství a potomci
Vsevolod se oženil s Marií Mstislavnou Kyjevskou, dcerou kyjevského velkoknížete Mstislava. Měli dva syny a dvě dcery:
1. Svjatoslav III. Kyjevský
2. Jaroslav II. Vsevolodovič (* 1139)
3. Anna Černigovská, vdaná za haličského knížete, podle některých kronik syna Vasilka Rostislaviče[zdroj?]
4. Zvinislava Kyjevská († 1155), provdaná za Boleslava I. Vysokého (1127–1201), slezského knížete

I když měl dva syny, Vsevolodovým vybraným nástupcem byl jeho bratr Igor. Od svých poddaných získal Vsevolod slib, že Igora přijmou za jeho dědice. Podle jedné zprávy dokonce nechal Kyjevany k jejich nelibosti políbit svatý kříž a přísahat věrnost Igorovi. Krátce před svou smrtí se Vsevolod stal mnichem pod jménem Gavriil.[zdroj⁠?!]